# Tscheppach
Tscheppach es una comuna suiza del cantón de Soleura, situada en el distrito de Bucheggberg. Limita al norte con las comunas de Leuzigen (BE) y Lüterkofen-Ichertswil, al este con Brügglen, al sur con Mühledorf, y al oeste con Hessigkofen y Bibern.